# Paul Arne Meyer

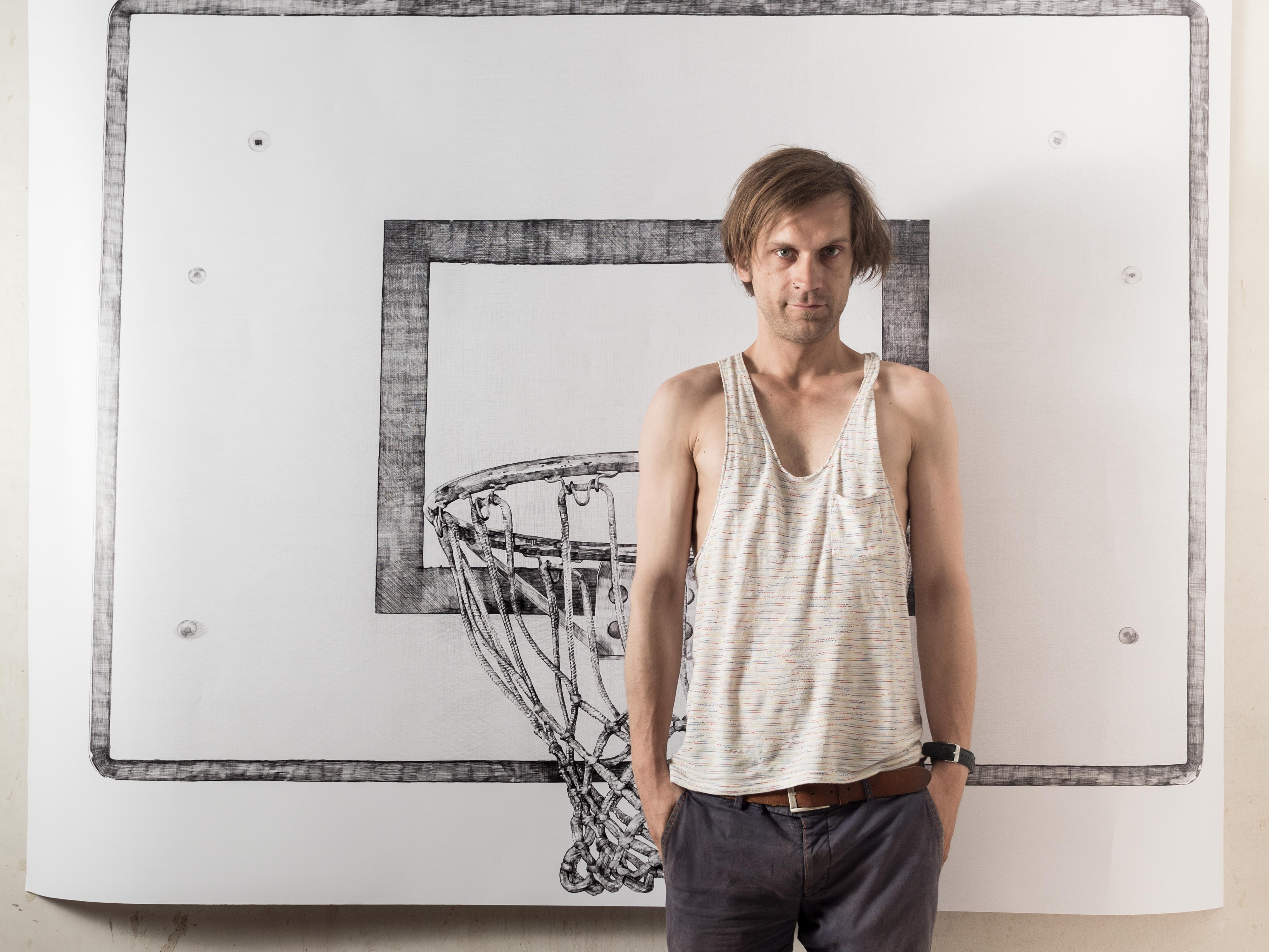
Paul Arne Meyer

Paul Arne Meyer (* 31. Dezember 1984 in Halle (Saale)) ist ein deutscher Maler, Grafiker, Video- und Medienkünstler.

## Leben
Meyer begann 2005 ein Malerei-/Grafikstudium an der Kunsthochschule Burg Giebichenstein, das er 2012 mit dem Diplom abschloss. Er war Meisterschüler bei dem Leipziger Maler und Videokünstler Tilo Baumgärtel.
Er ist Mitgründer der Band Maler im Hemd und arbeitet als Grafiker und Künstler für zahlreiche Musiker im elektronischen und analogen Bereich.
Im Jahr 2015 begann Meyer, Animationsfilme zu produzieren. Seine Werke kennzeichnen sich dadurch, dass er jedes Einzelbild von Hand mit Kohle, Graphit, Pastell oder Acrylfarben zeichnet. So entstanden jeweils Reihen von Einzelbildern, aus denen sich seine animierten Arbeiten zusammensetzen. 2015 entstand so gemeinsam mit Monkey Safari „Cranes“, ein raumgreifendes Musikvideo zwischen Stopmotion und Malerei.
Während seines Studiums bei Baumgärtel entstand unter anderem ein freies Musikvideo mit dem Schauspieler Matthias Brenner für den Song „I opened a Bar“ von Sophie Hunger sowie eine animierte Skulptur für Malakoff Kowalskis „Onomatopoetika“.
2018 beauftragte ihn der Musiker Falkenberg, für den Song „Brot und Beton“ ein Musikvideo anzufertigen. Meyers Version missfiel, woraufhin der Musiker das Video grob veränderte und Meyer diese Version sperren ließ. Falkenberg verklagte den Künstler daraufhin auf Schadenersatz, und das Video blieb bis heute unveröffentlicht.
2020 arbeitete Meyer für den kanadischen Musiker Chilly Gonzales und dessen Weihnachtsalbum „A very chilly christmas“. Im Rahmen dieser Kooperation entstanden zwei Videos mit Leslie Feist, Jarvis Cocker und Chilly Gonzales.

## Werke (Auswahl)
- 2015: Monkey Safari – Cranes, mit Falko Gerlinghoff, Johannes Westermann – Musikvideo (3:38)
- 2016: 4Likes – Video – 150×200 Pastell auf Papier (1:00)
- 2019: Sophie Hunger – I Opened a Bar, mit Matthias Brenner, Edda Wiersch – Musikvideo (4:27)
- 2020: Malakoff Kowalski – Onomatopoetika – Musikvideo (5:25)
- 2020: Chilly Gonzales – A very chilly christmas (4:06)